# Miodrag Živković (sculpteur)
Pour les articles homonymes, voir Miodrag Živković.
Miodrag Živković (en serbe cyrillique : Миодраг Живковић), né en 1928 à Leskovac (Royaume des Serbes, Croates et Slovènes), et mort le 31 juillet 2020, est un sculpteur serbe, et professeur à la Faculté des arts appliqués de l'Université de Belgrade.

## Biographie
Miodrag Živković est né en 1928 à Leskovac, où il effectue ses études élémentaires puis, en 1944, avec sa famille, il s'installe à Belgrade où il termine ses études secondaires. En 1946, il entre à l'École des arts appliqués de la capitale serbe et, en 1948, il participe au Festival de la jeunesse de Yougoslavie (Festival omladine Jugoslavije), où il obtient le premier prix de sculpture attribué par un jury composé de Marko Čelebonović (peintre), Branko Šotra (peintre), Vojin Bakić (sculpteur), Oto Bihalji-Merin (peintre) et Đorđe Andrejević Kun (peintre). En 1952, il sort diplômé de la Faculté des arts appliqués de l'université des arts de Belgrade, dans le département de sculpture.
En 1954, Miodrag Živković termine ses études à l'École des officiers de réserve puis il assure la formation des professeurs d'art au lycée de Mladenovac puis, jusqu'en 1957, à l'école d'art Žikica Jovanovic-Španac à Novi Beograd. Cette même année, il devient un artiste indépendant et est élu comme président de l'Association des artistes des arts appliqués de Serbie. Il promeut l'idée d'un plus grand rôle du design dans l'économie et celle d'une humanisation par l'art des lieux de vie et de travail.
En 1968, il est élu professeur assistant à la Faculté des arts appliqués de Belgrade et, en 1972, professeur associé de cette faculté, avant d'en devenir le doyen en 1974, fonction qu'il exercera jusqu'en 1977. De 1977 à 1984, il est chef du département de sculpture de la Faculté et participe à diverses commissions à l'école et dans des organismes extérieurs. Entre 1991 et 1996, il est à nouveau doyen de la Faculté des arts appliqués.
Parallèlement à sa carrière de professeur, Miodrag Živković créée de nombreuses œuvres. Par exemple, en 1969-1970, il séjourne six mois au Chili, travaillant à la réalisation du Monument aux immigrants yougoslaves.

## Quelques œuvres
- 1959 : Combat (Borac), statue en bronze de 2 m située à Raška.
- 1961 : Monument de la Révolution à Priština.
- 1963 : Monument des enfants exécutés, œuvre en béton et en pierre également connue sous le nom Les Ailes brisée, dans le Parc mémorial de Šumarice, près de Kragujevac.
- 1964 : Statue de Vuk Stefanović Karadžić, en marbre blanc, 3 m, à Loznica.
- 1968 : Statue de Milovan Glišić, à Valjevo.
- 1970 : Monument aux immigrants yougoslaves à Punta Arenas, Chili.
- 1970 : Monument Protestations à Punta Arenas.
- 1971 : Monument de la Bataille de la Sutjeska à Tjentište, Bosnie-Herzégovine.
- 1975 : Sculpture au centre sportif 25 maj à Belgrade.
- 1978 : Parc mémorial Révolte et Révolution à Grahovo, Monténégro.
- 1978 : Sculpture pour la Résidence du Président de la République, Belgrade.
- 1979 : Monument du complexe mémorial de Kadinjača.

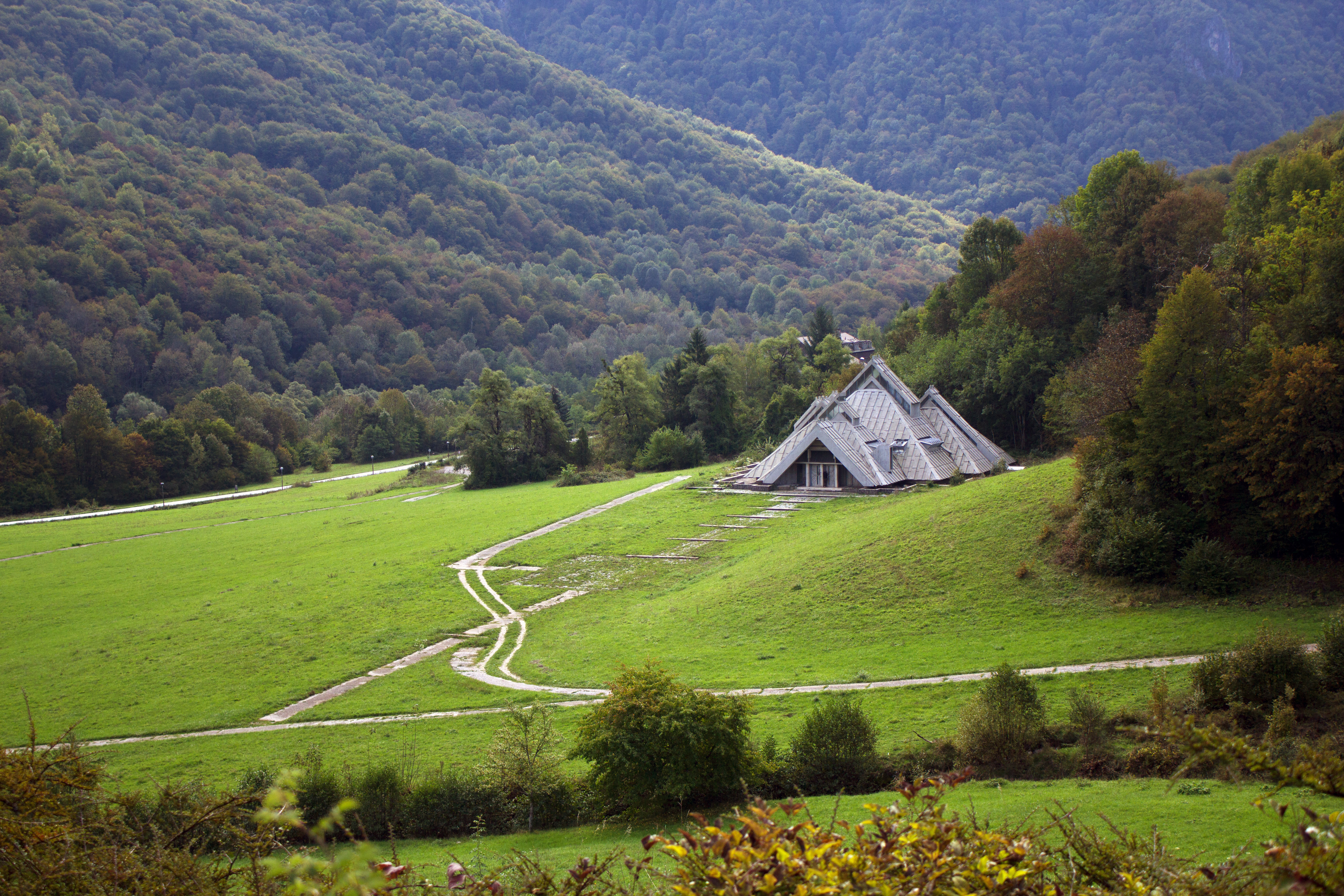

- 1985 : Monument de la Liberté, à Ulcinj.
- 1994 : Monument Aux pilotes, Belgrade.
- 1997 : Monument des Défenseurs serbes de Brčko, Brčko, République serbe de Bosnie.
- 1998 : Monument Aux combattants de Bjeljina et de Semberije, Bijeljina, République serbe de Bosnie.
- 2006 : Monument Au roi Nikola Ier Petrović-Njegoš, Nikšić, Monténégro.
- 2007 : Le monument aux frères Nedić à Osečina.

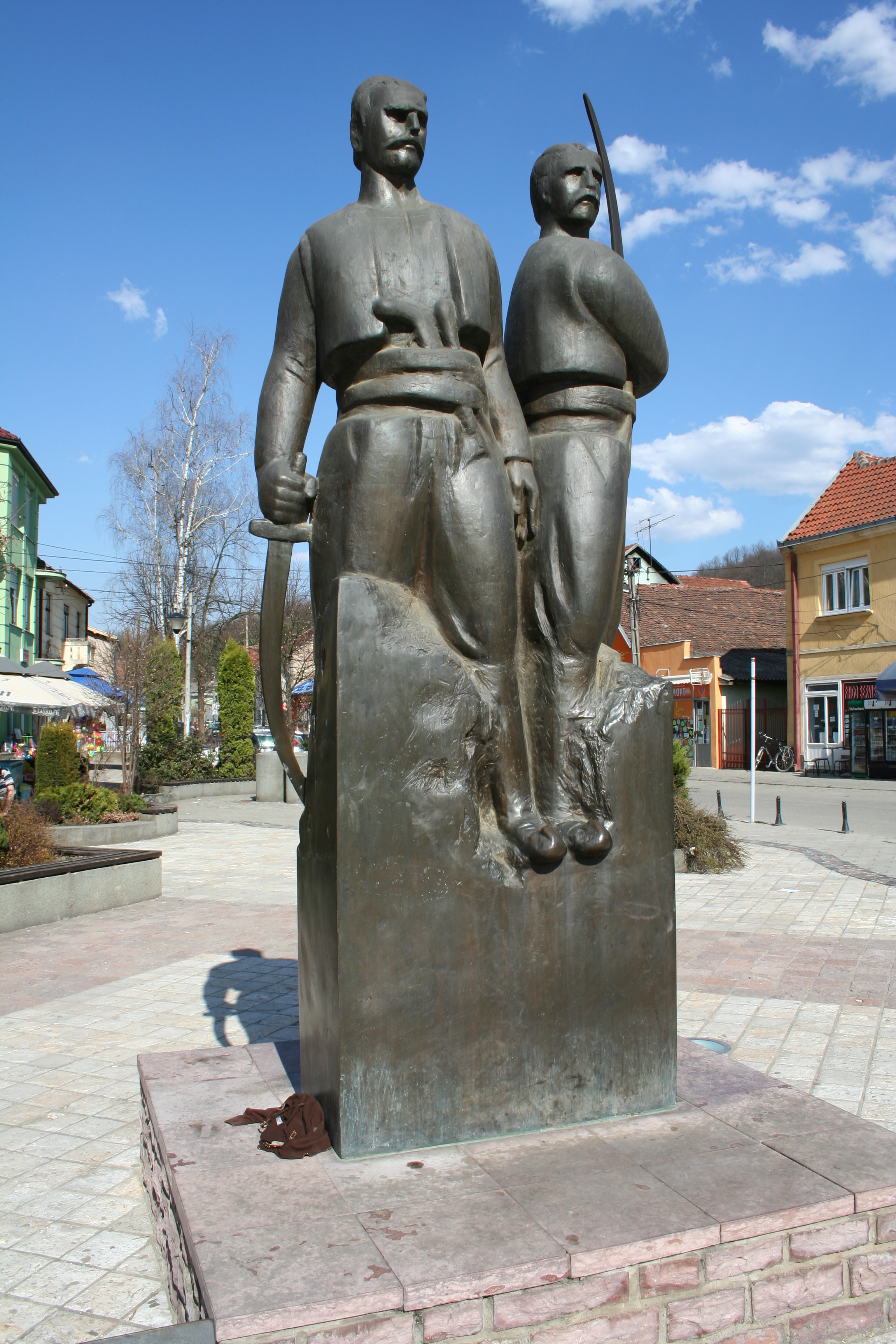
2007 :Le monument aux frères Nedić à Osečina